# Mehmed V.
Mehmed V. (Osmansky: محمد خامس = Meḥmed-i ẖâmis, Mehmed V Reşad nebo Reşat Mehmet) (2. listopadu 1844, Palác Topkapi, Konstantinopol – 3. července 1918, Palác Yıldız, Konstantinopol) byl mezi lety 1909 až 1918 35. a předposledním osmanským sultánem, syn sultána Abdulmecida. V mládí studoval poezii podle starého perského stylu a později byl i uznávaným básníkem. Během první světové války byl společně s Enverem Pašou hlavní postavou Ústředních mocností. Byl také obviněn pro svou úlohu v arménské, řecké a asyrské genocidě.

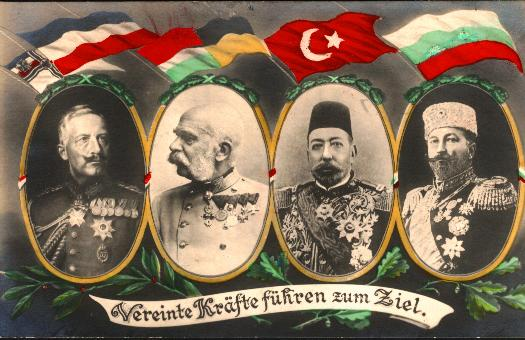
Pohlednice s portréty vládci Německého císařství, Rakouska-Uherska, Osmanské říše a Bulharska

Po jeho smrti pár měsíců před koncem první světové války nastal pád Osmanské říše. Je pohřben v historické čtvrti Eyüp v Istanbulu. Založil vyznamenání Železný půlměsíc.

## Manželky, konkubíny a potomstvo
Sultán Mehmed měl pět manželek (konkubín):
- Kamures Kadınefendi
- Mihrengiz Kadınefendi
- Dürrüaden Kadınefendi
- Nazperver Kadınefendi
- Dilfirib Kadınefendi

S konkubínou Kamures měl syna:
- Şehzade Mehmed Ziyaeddin (1873 –1938), pětkrát se oženil a měl dva syny a šest dcer

S konkubínou Mihrengiz měl syna:
- Şehzade Ömer Hilmi (1888 –1935) pětkrát se oženil a měl syna a dceru

S konkubínou Dürrüaden měl syna:
- Şehzade Mehmed Necmeddin (1878 –1913)

S konkubínou Nazperver měl dceru:
- Refia Sultan, zemřela krátce po narození.

S konkubínou Dilfirib děti neměl, sama pak měla syna v druhém manželství.